# Proleće (slika)
Primavera, poznata i kao Alegorija proleća, delo je italijanskog renesansnog slikara Sandra Botičelija. Delo je nastalo 1482. godine, tehnikom ulja na drvetu. Ova slika prilično impozantnih dimenzija (202 x 314 cm), poznata kao jedna od najčuvenijih mitoloških alegorija, naslikana je najverovatnije po narudžbini Lorenca di Pjerfrančeska Medičija za medičijevsku Vilu Kastelo, mada postoji polemika o tome na koju ćemo se kasnije osvrnuti. Prvobitno slika nije imala naziv a istoričar umetnosti Đorđo Vasari prvi je naziva La Primavera Sandro Botticelli (Primavera) na hubpages.comnakon što ju je video u Vili Kastelo 1550. godine. Slika se danas nalazi u galeriji Ufici u Firenci. 

## Kraća biografija umetnika
Botičeli je rođen 1445. godine u Firenci, a umro 1510. godine u svom rodnom mestu. Bio je učenik fra Filipa Lipija i njegova tehnika se pre svega fokusirala na liniju, dok su mu oblici bili blago osenčeni. Takođe, poznat je po specifičnom načinu upotrebe boje. 

## Analiza umetničkog dela
Proleće pripada ranom renesansnom slikarstvu i nastaje pod uticajem Botičelijevih prethodnika koji započinju trend slikanja tema iz grčke mitologije i alegorijskih slika u duhu humanizma. Postoji određeno neslaganje po pitanju vremena nastanka slike, ali se sa sigurnošću može staviti u deceniju od 1475. do 1485. godine. To je period samog kraja rane renesanse u Italiji, koja okvirno traje od 1400. do 1479. godine. Taj kraj u istoriji umetnosti obeležen je udruživanjem velikih umetnika toga doba u zamisli pape Sikstusa IV kojim je predviđeno da se ponovo izgradi Papska kapela, pod novim nazivom, u čast pomenutog pape – Sikstinska kapela. Tom prilikom Sandro Botičeli, Pijetro Peruđino, Domeniko Girlandajo i Kosimo Roseli ujedinjeni su u zajedničkom cilju da ukrase zidove kapele freskama koje će u šesnaest velikih slika ispričati Hristosov i Mojsijev život. Nakon uspešnog završetka ovog poduhvata Botičelijeva već velika reputacija dobija novu dimenziju, te je tako dobio priliku da slika za prestižnu i opšte poznatu porodicu Mediči. 
U periodu oko nastanka ove slike Botičeli slika veći deo njegove alegorijske i mitološki inspirisane umetnosti kao što su Venera i Mars, Rađanje Venere, i druge. Svi ti radovi čine jednu homogenu grupu i što se tiče njihovog narativa kao i stilskog izražaja. Zanimljivo je što nije planirano da ove slike budu izložene pred velikom publikom već su stvarane za pojedince, naručioce, uglavnom iz humanističkih krugova koji su bili posebno zainteresovani za klasičnu mitologiju i proučavanje antike. Poleće je jedna od prvih poznatih slika iz postklasičnog perioda koji prikazuje bogove i boginje u punoj veličini i skoro gole. Neke od poza i figura preuzete su od grčkih skulptura, iako se može primetiti iz blage izduženosti torzoa i suptilno izbačenih stomaka da su prerađene da odgovaraju trenutnoj firentinskoj estetici. 
Proleće je jedna od najpoznatijih slika zapadnjačke umetnosti i o njoj je napisan izuzetan broj knjiga i tekstova koji se bave njenim tumačenjem. Ono u čemu se većina kritičara slaže je da slika alegorija bujanja proleća, mada postoje i druga tumačenja među kojima je i shvatanje slike kao ilustracije ideala neplatonske ljubavi. Ono što je očigledno su uticaji iz književnosti koja je posredovala između Botičelija i mitologije među kojima je najjasniji uticaj Ovidija, naročito njegove poeme Fasti. Prepoznaje se takođe veza sa Lukrecijevom poemom De Rerum Nature. Još jedan od mogućih uticaja može biti italijanski filozof Marsilo Fićini koji je prevodio i širio Platonovu filozofsku misao tokom renesanse. Kao dobar prijatelj porodice Mediči moguće je da se u nekom trenutku upoznao sa Botičelijem dok je se ideja za sliku Proleće tek rađala u umetnikovoj svesti. Postoji verovanje da je koncept slike nastao u direktnoj vezi za Fićinom koji je navodno Botičeliju poslao pismo izlažući mu svoju filozofiju i izazivajući ga na interpretaciju njegovog horoskopa u kome je postojala kounkcija Merkura i Venere koji su se sudeći po nekim spekulacijama upravo zbog toga pojavili u ovom delu.
Na slici vidimo šest ženskih figura i dve muške, kao i bebu Kupidona sa povezom preko očiju, koji se svi nalaze među stablima pomorandže. Opšti izgled slike podseća na flamanske tapiserije koje su bile popularne na kraju srednjeg veka i tokom renesanse. Posmatrano sa leva na desno, vidimo figuru mladog muškarca koji drži palicu u ruci usmerenu ka nebu i tamnim oblacima koji se nalaze u gornjem levom uglu slike. Pored njega je grupa od tri devojke u prozračnim belim haljinama, od koje dve nose raskošne ogrlice. Sudeći po položajima tela čini se da devojke igraju držeći se za ruke. U centralnom gornjem delu slike je beba Kupidon koji sa napetim lukom cilja ka devojkama. Ispod njega nalazi se centralni lik slike. U neku rizolovana figura žene u plavoj haljini koja je ogrnuta crvenom tkaninom čini se da uzvraća pogled posmatraču. Slično se može reći i za figuru sa njene leve strane, devojku sa krunom od cveća, koja poseže za cvećem sakupljenim u naboru njene cvetne haljine. Pored nje nalazi se još jedna ženska prilika u prozirnoj beloj haljini koju je zgrabila muška figura na krajnjem desnom delu slike. Ta muška figura najviše odskače među naslikanim likovima. Naduvanih obraza, napetog izraza lica, sa neprirodnom bojom kože on se snažno izdvaja u odnosu na ostale što je dodatno naglašeno vetrom koji duva iz pravca njegovog ulaska u sliku, i koji pomera haljinu njegove zarobljenice, dok kod devojke sa cvećem koja se nalazi pored njih, kao i kod ostalih likova na slici, vetar očigledno duva u suprotnom pravcu. 
Ovi likovi tumačeni su na mnogobrojne različite načine. U ključu mitološke alegorije pojačane plodnosti sveta koju donosi proleće Elana Kapreti u knjizi Botičeli navodi da bi likovi gledano sa desna na levo bili Zefir, martovski vetar, koji kidnapuje nimfu Kloris koja je u mitologiji povezana sa prolećem, cvećem i bujanjem prirode. Po tom tumačenju devojka sa cvećem pored njih bila bi Kloris nakon što ju je Zefir pretvorio u boginju proleća. Takvo tumačenje uklopilo bi se u Ovidijevu predstavu mita o Kloris koja svojim čarima privlači boga prolećnog vetra koji je svojim napastvovanjem pretvara u Floru, boginju cveća. Centralna ženska figura najčešće je tumačena kao boginja Venera. Takvo tumačenje može se potvrditi time što ona stoji ispred žbuna mirte koja je njena zaštitna biljka. Venera, boginja ljubavi i lepote, ali i braka ovde je predstavljena u svojoj zrelosti. To može da se posmatra kao njena evolucija u odnosu na sliku Rađanje Venere u kojoj je Botičeli prikazuje kao mladu devojku, a prirodu oko nje ne slika bujnu i bremenitu kao ovde. Mirta kojom je Venera okružena tradicionalno se smatrala za biljku koja simboliše seksualnost, brak i trudnoću. U tom ključu Venera se može tumačiti, zajedno sa devojkama sa njene leve strane, koje bi bile tri Gracije, kao prikaz ženske čednosti, lepote i uživanja u ljubavi, odnosno svojevrsno propovedanje plodonosne bračne ljubavi i neka vrsta podsećanja da se seksualno zadovoljstvo treba iskusiti tek nakon braka. Zanimljivo je ipak što jedna od Gracija gleda u boga Merkura, dok mali Kupidon cilja u njenom pravcu, te se to eventualno može tumačiti kao vrlo suptilna ambivalentnost u generalno prilično transparentnoj poruci koja je u skladu sa moralom doba. Isprepletane ruke Gracija aludiraju na darežljivost i sposobnost razmene darova koja je tipična za ljubavnike , ali može da se posmatra i kao kompliment porodici Mediči po čijoj narudžbini ova slika nastaje. Krajnji levi lik bi predstavljao Merkura koji štiti gaj rasterujući preteće oblake. 
Ovakva osnovna identifikacija likova je široko prihvaćena i iz nje proističe nekoliko pravaca mogućih tumačenja. Jedno od njih je da Venera predstavlja benevolenciju (humanitas) koja je ključ renesansnog doba i svojim položajem na slici razdvaja materijalno (desno) od duhovnog (levo). Humanitas promoviše ideal antropološkog optimizma, sigurnosti u čoveka, njegove sposobnosti i empatije prema drugima. Takvo tumačenje bilo bi u sladu sa interesovanjima Medičija tog vremena koji su negovali neoplatonske ideale tipične za renesansu, u kojima se stapala misao grčkog filozofa Platona sa najplemenitijim koncepcijama hrišćanstva. Pod uticajem neoplatonizma moguće je da silovanje nimfe Kloris predstavlja njen pad u fizički svet te otud ta podela na levu i desnu stranu slike. Takav prelaz se može tumačiti i u ključu alhemije po čijim principima jedini način da se postigne čistoća je prolazak kroz mučno iskustvo koje će „spaliti“ sve nesavršenosti. Na taj način bi Kloris bila pročišćena napastvovanjem, a Flora bi bila viši stadijum njenog postojanja.
Osim naslikanih likova za tumačenje je bitno i okruženje koje Elena Karpeti u svojoj knjizi naziva „hortus connclusus“. Samo jedan od mnogih primera za to je način na koji drveće uokviruje lik Venere koji je izuzetno sugestivan i tumačen na različite načine. Uopšte celokupan gaj u koji Botičeli smešta svoje likove izuzetno je bogat detaljima i po nekim kritičarima u njemu je naslikano preko pet stotina različitih biljnih vrsta, i više od stotinu pedeset različitih cvetova. Takođe, najverovatniji razlog zašto je okruženje upravo gaj pomorandžinog drveća je to što su pomorandže bile jedna od oznaka Medičijevih po čijoj narudžbini ova slika nastaje. Još jedno suptilno podsećanje na naručioce slike su i ogrlice koje nose dve od tri Gracije koje su u bojama porodice Mediči. 
Kompleksnost tumačenja ove slike još više je produbljena nesigurnošću razloga zbog koga nastaje. Naime, u to vreme slike su uglavnom naručivane sa određenim povodom koji je donekle diktirao njihovu tematiku. Kod ove slike, taj povod je pomalo nejasan. Moguće je da je sliku naručio Lorenco Mediči u čast rođenja njegovog nećaka Đulija di Đulijana de Medičija, ali se kasnije predomislio nakon ubistva Đulijevog oca, te je slika onda trebala da bude venčani poklon za Lorenca di Pierfrančeska de Medičija koji se oženio 1482. godine. (zbog ovakvih nesigurnosti dolazi i nesigurnost u godinu nastanka slike) Često je spekulisano da je za lik Merkura na slici pozirao upravo Lorenco, a njegova nevesta Semiranda je predstavljena kao Flora, ili Venera. Takođe, jedna od teorija je da je model za Veneru bila Simoneta Vespući, žena Marka Vespućija i moguće ljubavnica Đulijana de Medičija, za koga se takođe po nekim teorijama veruje da je mogao biti model za Merkura.

## Spoljašnje veze
- (језик: енглески) [мртва веза]